# 朱兆莘
朱 兆莘（しゅ ちょうしん、中国語: 朱兆莘; 拼音: Zhū Zhàoxīn; ウェード式: Chu Chao-hsin）は清末・中華民国の政治家・外交官。字は鼎清。

## 事績
1896年（光緒22年）、17歳で秀才、その翌年には廩生（国から学資を給付される生員）となった。後に広雅書院で学んだが、24歳の時に京師大学堂優級師範館に入り、卒業後に挙人となる。1907年（光緒33年）、華僑学務兼任としてアメリカに留学し、ニューヨーク大学で商業・財務を学んだ。次いでコロンビア大学に進学して政治・法律を学び、修士学位を取得している。
中華民国が建国された1912年（民国元年）、朱兆莘は在米華僑選挙代表として帰国、政界に入る。翌1913年（民国2年）、国民党に加入して参議院議員に当選、更に参議院外交委員会主席に選出されている。第二革命（二次革命）前後に国民党を離党して集益社という小政党の幹部となり、更に大中党という新党を組織した。この他、憲法起草委員会委員や総統府諮議などにも任ぜられ、北京大学商科主任も務めている。袁世凱が国会停止の挙に出ると、1914年（民国3年）に朱は厦門に移って鼓浪嶼会審公堂（地方級の裁判所に相当）堂長を務めたが、まもなく北京に戻り弁護士協会副会長に選出された。
1916年（民国5年）6月に袁世凱が死去し国会が復活すると、朱兆莘も議員として復職した。翌1917年（民国6年）2月に江蘇省特派交渉員に任命され、同年夏には大総統馮国璋の秘書に転じている。1918年（民国7年）3月、駐サンフランシスコ総領事に任命され、まもなく駐英公使館一等秘書に移った。1921年2月、駐英公使館公使代行となり、国際連盟などの重要な各種国際会議に出席している。1925年10月、駐イタリア全権公使に任命された。
中国国民党による北伐が進展している情報に接した朱兆莘は、1927年7月に北京政府からの離脱を宣言した。まもなく帰国し、国民政府から外交部次長に任命され、1929年（民国18年）4月には駐広東外交部交渉員に転じている。1931年（民国20年）9月、満州事変が勃発すると、特種外交委員会委員に任命され、翌1932年（民国21年）1月には国難会議会員として招聘された。しかし同年12月11日に朱は急逝、死因は蛇骨の誤食による中毒とされる。享年54。

## 注
1. ↑  徐主編（2007）、341頁による。Who's Who in China 4th ed., p.104は1880年としている。
2. ↑  徐主編（2007）、340-341頁。
3. 1 2 3 4  Who's Who in China 4th ed., p.104.
4. 1 2 3 4 5  徐主編（2007）、341頁。
5. ↑  謝（1924）、60頁。